# Heinrich Grünfeld

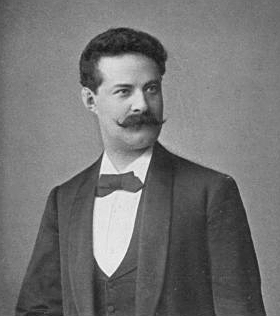
Heinrich Grünfeld.

Heinrich Grünfeld, född 21 april 1855 i Prag, död 26 augusti 1931 i Berlin, var en österrikisk cellist och musikpedagog. Han var bror till Alfred Grünfeld. 
Grünfeld var 1876–84 lärare vid Theodor Kullaks akademi och blev 1886 kejserlig hovcellist i Berlin. Han ledsagade ofta sin bror under dennes konsertresor och besökte Skandinavien 1889.